# 石巻地区広域行政事務組合
石巻地区広域行政事務組合（いしのまきちくこういきぎょうせいじむくみあい）は、宮城県石巻市、東松島市および牡鹿郡女川町の2市1町が設立している一部事務組合。

## 概要

### 事務所
- 石巻市重吉町8-20

### 主な事務内容
- 常備消防（消防組合）
- し尿処理施設の管理運営
- ごみ処理施設の管理運営（石巻広域クリーンセンター）
- 介護認定審査および判定事務
- 地方拠点都市地域基本計画の策定
- 養護老人ホーム万生園のPFI法による特定事業のモニタリング

### 組織
- 組合議会
  - 議員定数：5人（石巻市：3人、東松島市：1人、女川町：1人）
- 執行機関
  - 管理者：1人（石巻市長）
  - 副管理者：1人（理事の互選）
  - 監査委員：2人

## 常備消防事務

### 概要（2020年4月1日現在）
- 消防本部：宮城県石巻市大橋1丁目1-1
- 管内面積：723.44km2
- 職員定数：353人
- 消防署5カ所、分署2カ所、出張所6カ所
- 主力機械
  - 消防ポンプ自動車：15（非常車：2）
  - 水槽付消防ポンプ自動車：5
  - はしご付消防ポンプ自動車：1
  - 化学消防自動車：3
  - 救助工作車：3
  - 救急車：15（非常車：2）
  - 指揮車：6
  - 広報連絡車：14
  - 資機材搬送車：1
  - 水槽車：1
  - その他：11

### 沿革
- 1969年4月1日 - 石巻市・桃生郡桃生町・河南町・河北町・北上町・雄勝町・矢本町・鳴瀬町・牡鹿郡牡鹿町・女川町の1市10町により石巻地区広域行政事務組合を設置する。
- 1971年4月1日 - 石巻地区広域行政事務組合消防本部（消防組合）を発足。
- 2005年4月1日 - 石巻市と桃生町・河南町・河北町・北上町・雄勝町・牡鹿町が合併し新制の石巻市が誕生するとともに、矢本町と鳴瀬町が合併し東松島市が発足する。組合構成自治体が2市1町となる。
- 2011年3月11日 - 東北地方太平洋沖地震に伴う東日本大震災が発生し、管内で最大震度6強の激しい揺れに見舞われるとともに沿岸部に大津波が襲来する。職員6名が殉職し、施設も大きな被害を受ける。河北消防署北上出張所が地震によって全壊し、矢本消防署鳴瀬出張所・女川消防署・女川消防署雄勝出張所・女川消防署牡鹿出張所が津波によって全壊する。石巻消防署南分署・石巻消防署湊出張所・石巻消防署渡波出張所が津波で浸水し半壊する。河北消防署桃生出張所・矢本消防署河南出張所では地震により一部被害が生じる。
- 2015年
  - 5月1日 - 石巻消防署中央出張所を閉鎖し、石巻消防署西分署を開設する。
  - 11月1日 - 女川消防署牡鹿出張所が仮設庁舎から新庁舎に移転する。
- 2016年9月1日 - 石巻消防署湊出張所と渡波出張所を閉鎖し、石巻東消防署を開設する。
- 2018年4月
  - 矢本消防署を東松島消防署に名称変更をする。
  - 東松島消防署鳴瀬出張所を東松島市野蒜ケ丘3丁目28-4へ移転新築する。
  - 女川消防署雄勝出張所を石巻市雄勝町雄勝字下雄勝12番地40へ移転新築する。
- 2020年11月 - 東松島消防署を東松島市矢本字上河戸36-1から東松島市小松字下浮足100-5へ移転新築する。
- 2021年4月 - 女川消防署を女川町女川浜字大原376の仮設庁舎から女川町女川浜字大原602番地5へ移転新築する。

### 組織
- 本部 - 総務課、予防課、警防課、通信指令課
- 消防署

### 消防署
| 消防署       | 住所                         | 分署                                                     | 出張所 |
| ------------ | ---------------------------- | -------------------------------------------------------- | --- |
| 石巻消防署   | 石巻市大橋一丁目1番地1       | 南：石巻市双葉町6番27号 西：石巻市向陽町五丁目１２番１号 | 河南：石巻市前谷地字黒沢前5番地1                                                                                   |
| 石巻東消防署 | 石巻市さくら町一丁目７番地   | なし                                                     | 牡鹿：石巻市鮎川浜清崎山6番地2                                                                                     |
| 河北消防署   | 石巻市成田字小塚裏畑17番地1  | なし                                                     | 雄勝：石巻市雄勝町雄勝字下雄勝12番地40 北上：石巻市北上町十三浜字小田９３番地４ 桃生：石巻市桃生町城内字嶺前10番地 |
| 東松島消防署 | 東松島市小松字下浮足100番地5 | なし                                                     | 鳴瀬：東松島市野蒜ケ丘三丁目28番地6                                                                                |
| 女川消防署   | 女川町女川浜字大原602番地5   | なし                                                     | なし |

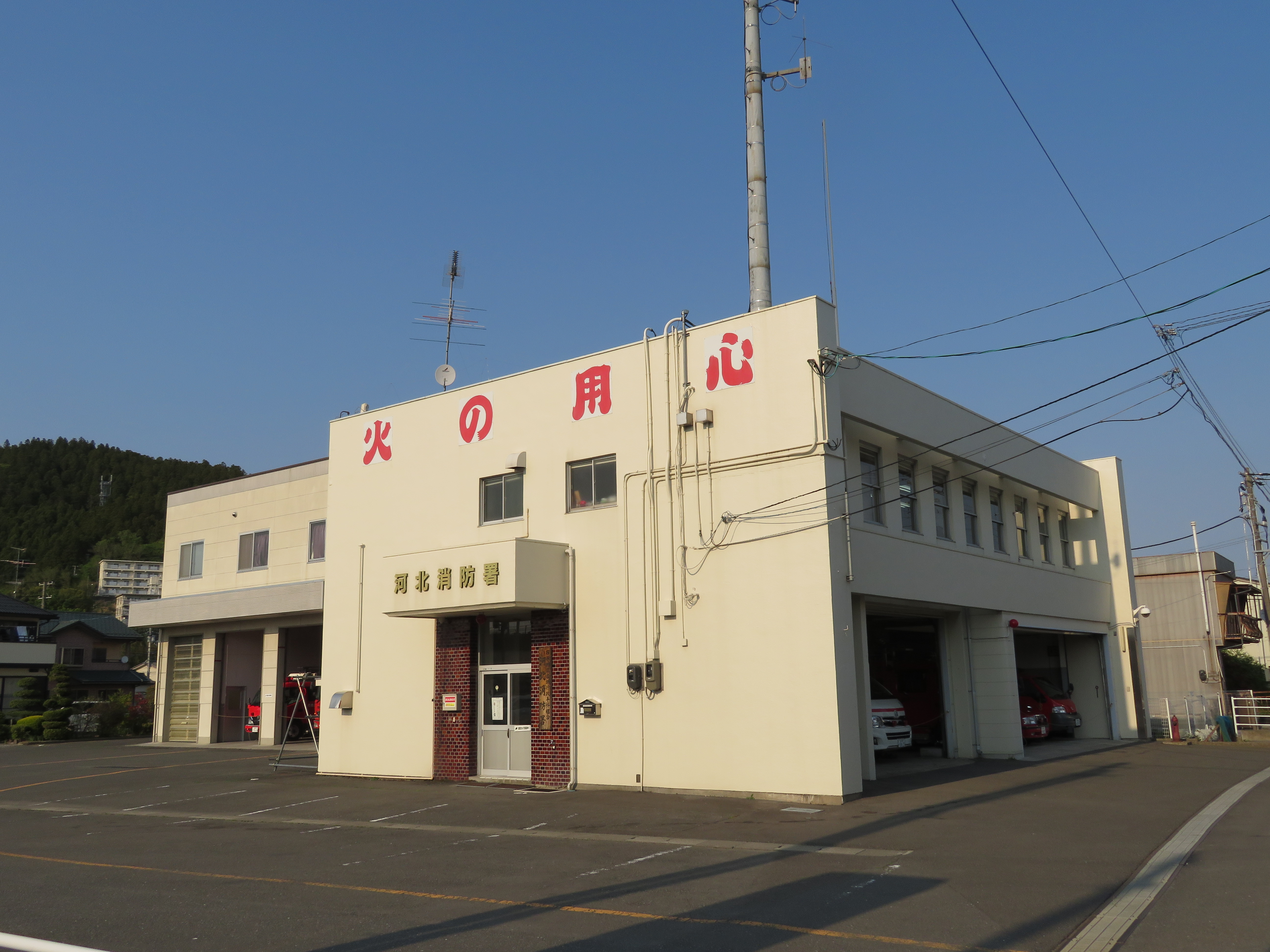
河北消防署
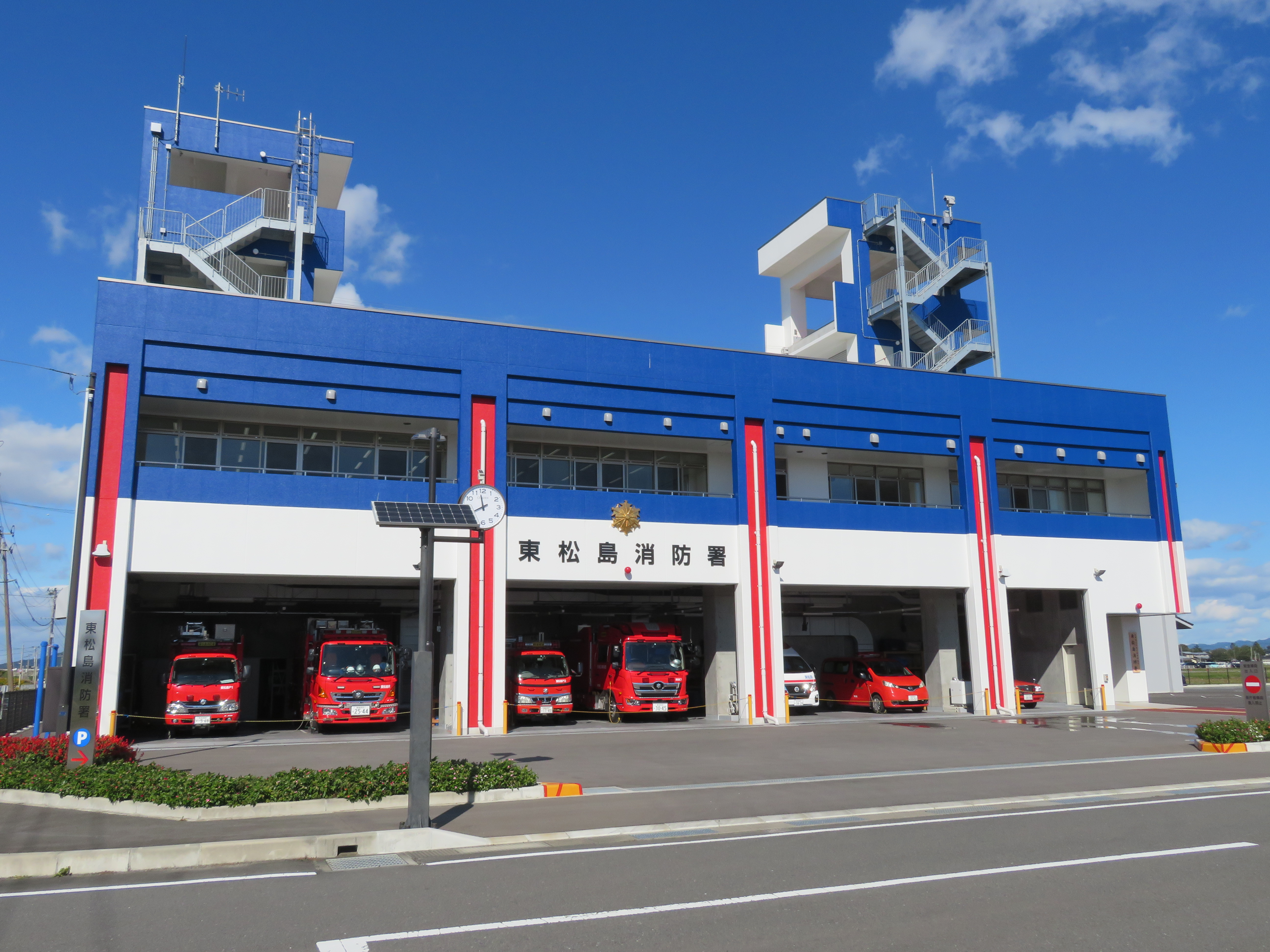
東松島消防署
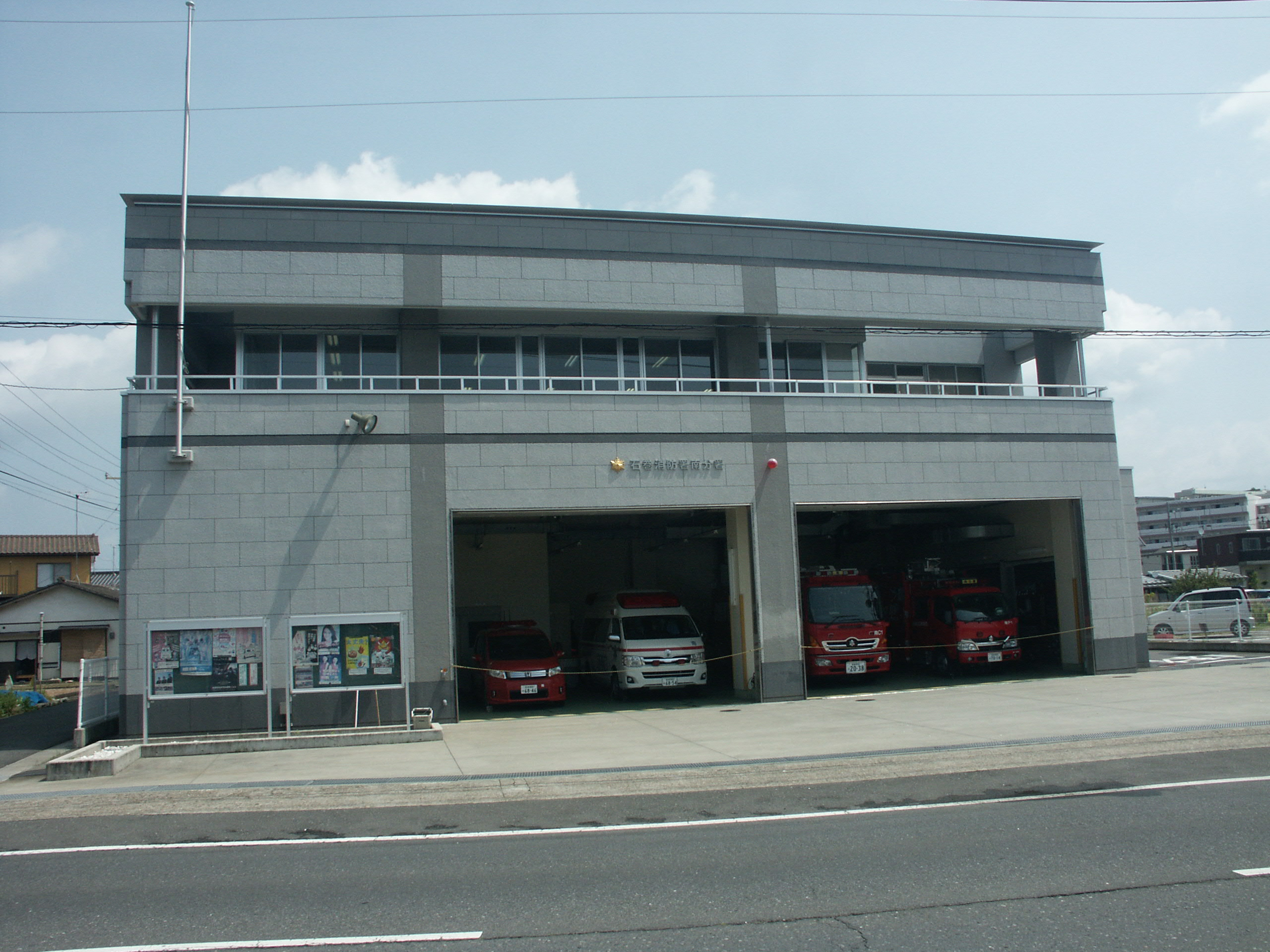
石巻消防署南分署
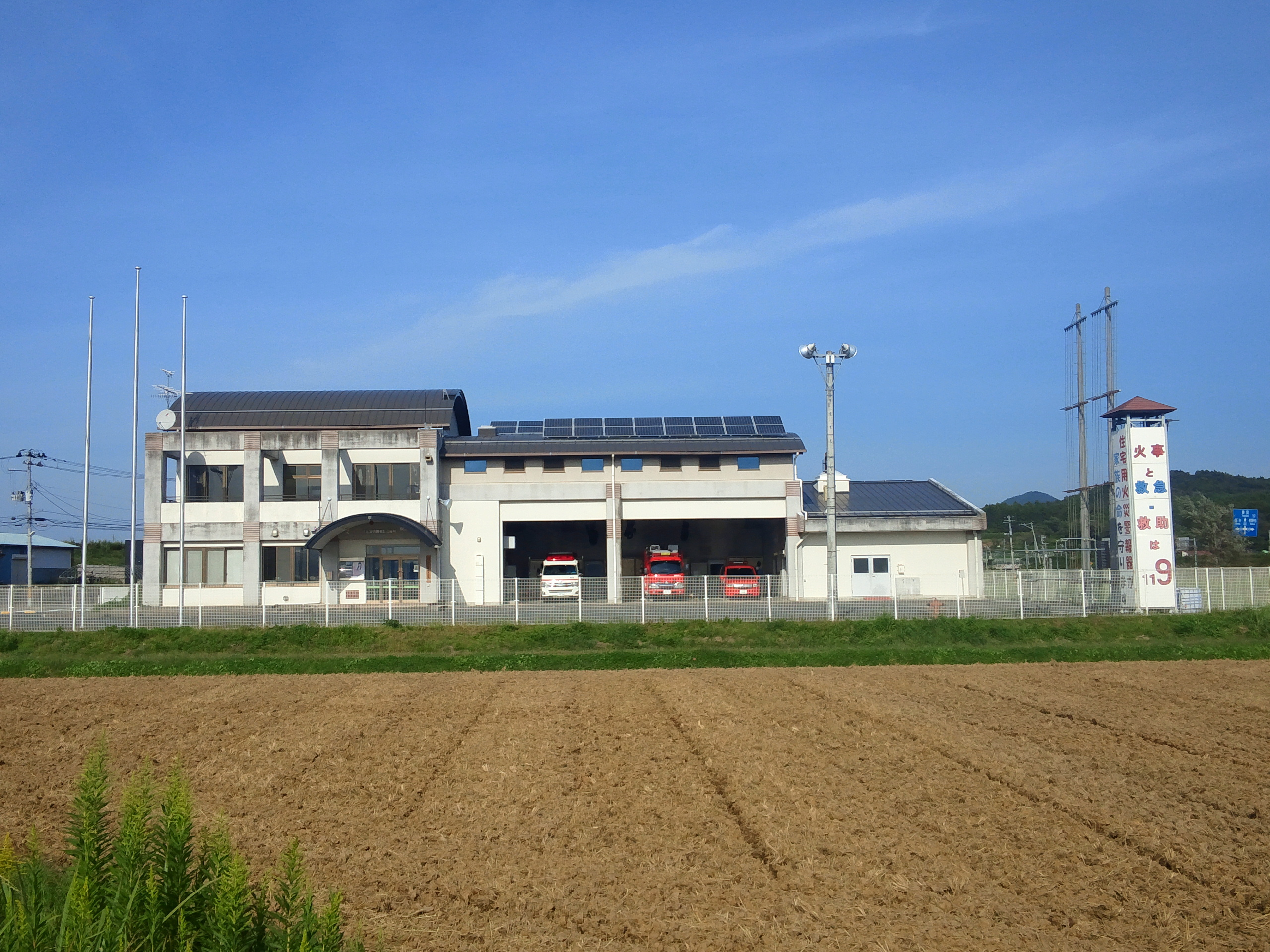
河北消防署桃生出張所
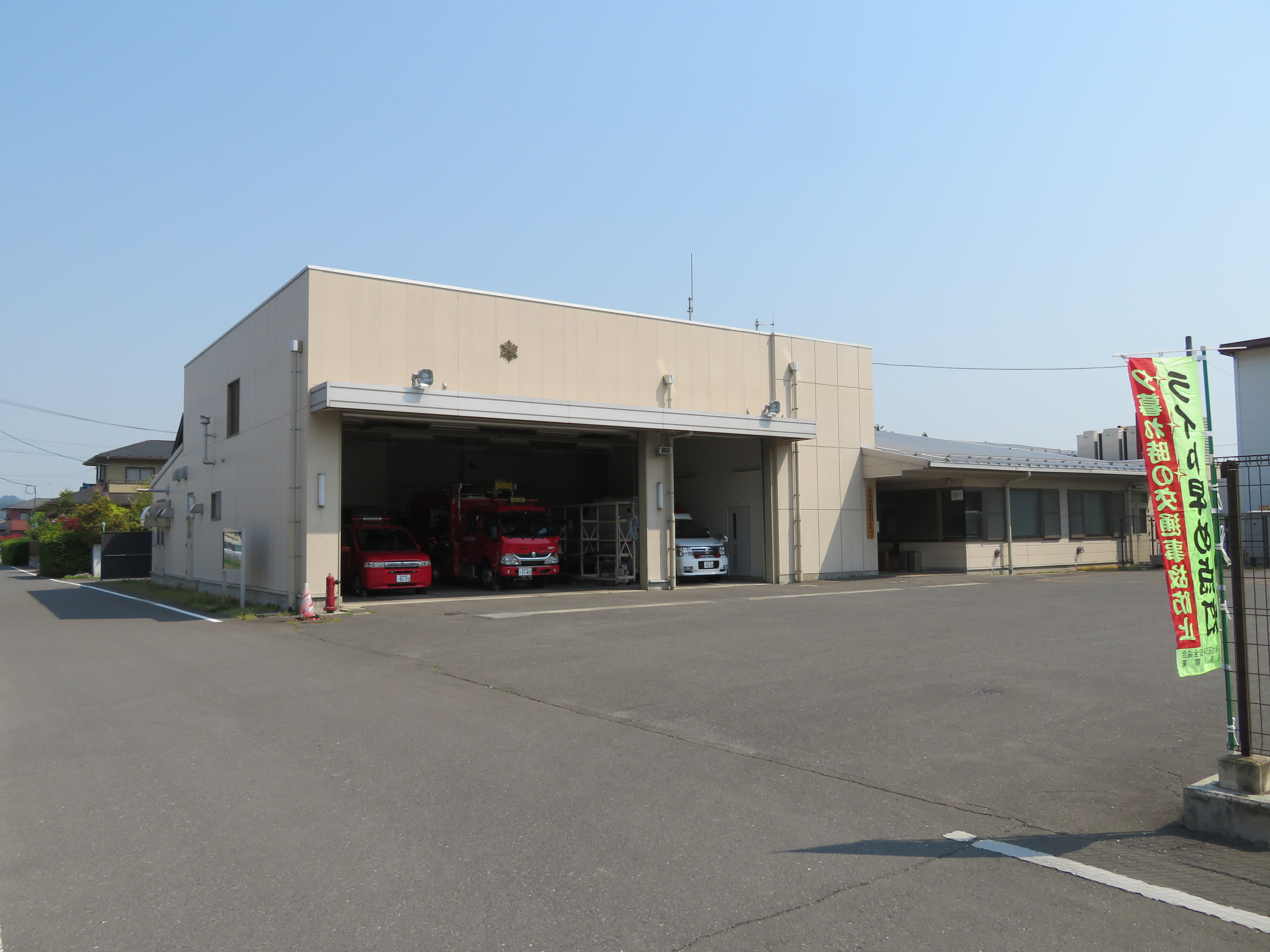
石巻消防署河南出張所
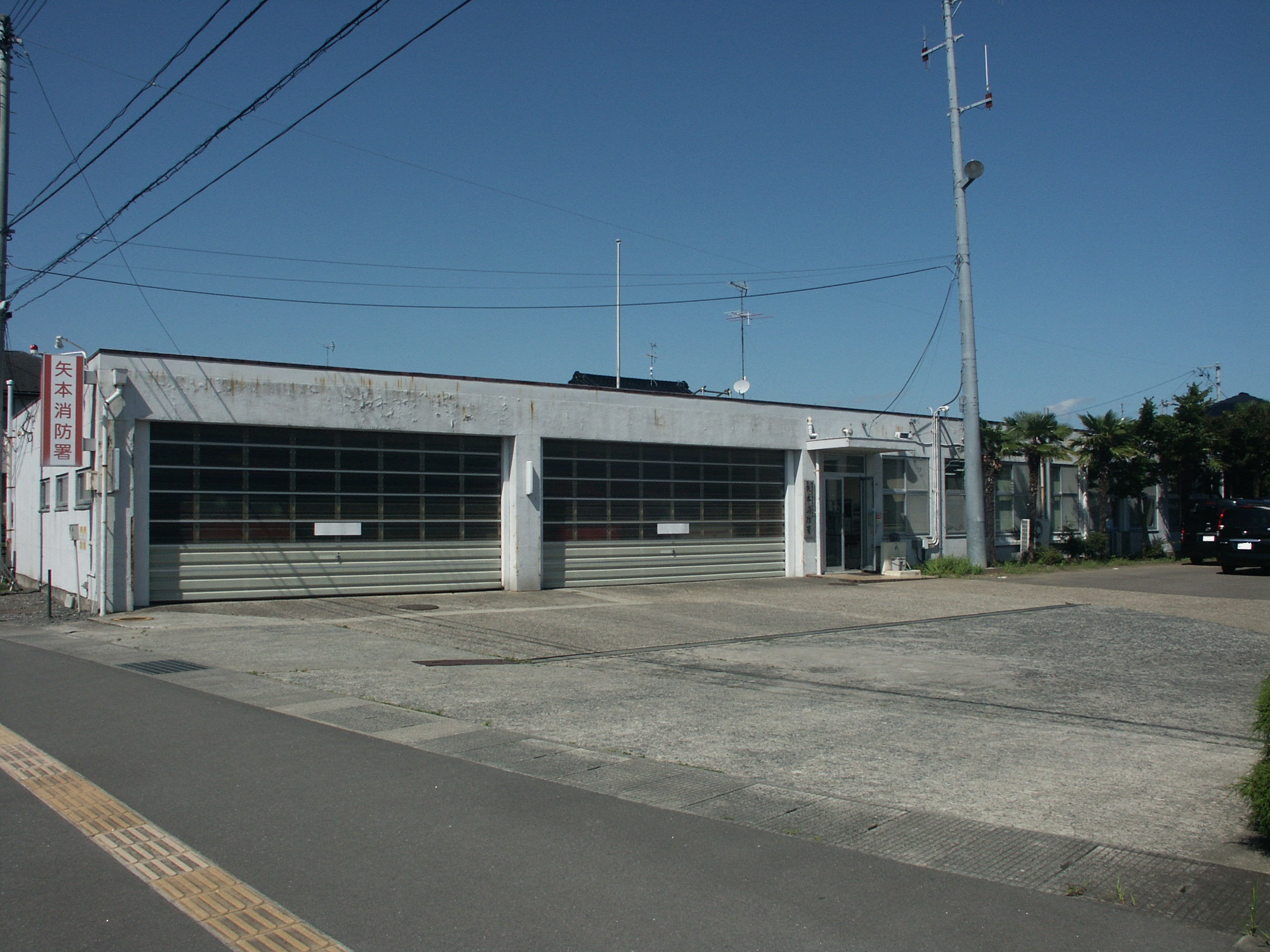
東松島消防署（旧庁舎）